# Dani Parejo
Dani Parejo, właśc. Daniel Parejo Muñoz (ur. 16 kwietnia 1989 w Madrycie) – hiszpański piłkarz, grający na pozycji pomocnika w hiszpańskim klubie Villarreal CF. W latach 2018–2019 reprezentant Hiszpanii.

## Życiorys

### Real Madryt
Treningi piłkarskie rozpoczął w stołecznych CD Coslada i UD Espinilla, do Realu Madryt trafił w wieku czternastu lat. Szybko przebijał się przez wszystkie kategorie wiekowe, w końcu trafił do drużyny rezerw, Castilli. W sezonie 2006/07 wystąpił w dwudziestu dwóch spotkaniach ligowych i zdobył osiem bramek. Podsumowaniem udanego sezonu dla młodziutkiego rozgrywającego było powołanie do kadry hiszpańskiej młodzieżówki na Mistrzostwa Europy U-19 rozgrywane w Austrii, w których podopieczni Juana Santistebana odnieśli triumf. Dani, w meczu finałowym z Grecją, zdobył jedyną bramkę, pokonując golkipera rywali po perfekcyjnie wykonanym rzucie wolnym.
W kolejnym sezonie nadal był wyróżniającym graczem rezerw. W trzydziestu trzech rozegranych spotkaniach zdobył dziesięć bramek. Po zakończeniu sezonu trenował przez pewien czas z pierwszą drużyną Królewskich, ale Bernd Schuster uznał, że lepiej będzie wypożyczyć go do innego klubu, aby tam nabierał niezbędnego doświadczenia. 

### Wypożyczenie do Queens Park Rangers
Od sierpnia do grudnia 2008 roku przebywał na wypożyczeniu w angielskim Queen's Park Rangers. W tym okresie rozegrał czternaście spotkań dla pierwszej drużyny. Do Madrytu wrócił szybciej, niż mu się wydawało. Ze względu na kontuzje, które przetrzebiły skład Królewskich, 17 grudnia został ściągnięty z wypożyczenia w trybie natychmiastowym.

### Getafe CF
Dnia 25 lipca 2009 został piłkarzem Getafe CF. Kwota transferu, według informacji "Marki" i "Asa", wyniosła 3 miliony euro. Real Madryt zachował sobie opcję pierwokupu. W sezonie 2010–11 udział Parejo w rozgrywkach był bardziej znaczący, uczestnicząc w 36 spotkaniach. Niemniej jednak Getafe ledwo uniknęło degradacji, co stanowiło wyraźny kontrast w porównaniu z osiągnięciami poprzedniego sezonu.

### Valencia CF
14 czerwca 2011 roku Valencia CF podpisała z Parejo umowę, która wyniosła około 6 milionów euro. Zadebiutował w lidze 15 sierpnia, rozgrywajać 80 minut w meczu wyjazdowym z RCD Mallorca, który zakończył się remisem 1–1. 
W sezonie 2012–13, zdobywając dwie bramki w 36 oficjalnych meczach, co przyczyniło się do zajęcia piątego miejsca w klasyfikacji końcowej. 
W sezonie 2014–15, będąc kapitanem zespołu po raz pierwszy, zdobył łącznie 12 goli, co było jego najlepszym osiągnięciem w karierze, stając się jednym z najlepszych strzelców na pozycji pomocnika w rozgrywkach. W procesie tym stał się także pierwszym pomocnikiem Valencii, który zdobył dziesięć lub więcej goli od czasu Vicente w sezonie 2003–04. 
W sezonie 2017/18 ponownie uzyskał opaskę kapitana po odejściu Paco Alcácera, kiedy trenerem został Marcelino García Toral. W sezonie 2018/19 zdobył Puchar Króla, po zwycięstwie nad FC Barceloną w finale wynikiem 2:1.

### Villareal CF
W dniu 12 sierpnia 2020 roku przeniósł się do hiszpańskiego klubu Villarrealu nawiązując czteroletnią umowę kontraktową. 
W sezonie 2020/21 wygrał Ligę Europy. W finale zmierzył się z Manchesterem Untied. Po regulaminowym czasie gry wynik wynosił 1:1. Parejo zaliczył asystę do Gerarda Moreno w 29 minucie spotkania. Po doliczonym spotkanie nie rozstrzygnęło się, przez co doszło do konkursu rzutów karnych. W rzutach karnych Villareal wygrał z Czerwonymi Diabłami wynikiem 11:10.
W sezonie 2021/22 wraz z klubem doszedł do półfinału Ligi Mistrzów. W pierwszym meczu 1/8 finału strzelił bramkę przeciwko włoskiemu Juventusowi.
W sezonie 2022/23 rozegrał 50 spotkań, strzelił 3 bramki i zaliczył 6 asyst. Klub z Madrytu zajął 5. miejsce w lidze. W lidze konferencji doszli do fazy pucharowej i odpadli w 1/8 finału przeciwko RSC Anderlecht.

## Kariera reprezentacyjna

### Młodzieżowa reprezentacja Hiszpanii
Został powołany do reprezentacji Hiszpanii do lat 19 na Mistrzostwa Europy U-19 w 2007 roku. W turnieju rozegranym w Austrii zdobył decydującą bramkę w finale przeciwko Grecji (1–0).
W kolejnym roku awansował do reprezentacji Hiszpanii do lat 21, występując w kilku meczach eliminacyjnych do Mistrzostw Europy w 2009 roku.

### Reprezentacja Hiszpanii
Swój pierwszy występ w seniorskiej reprezentacji Hiszpanii rozegrał 27 marca 2018 roku w towarzyskim spotkaniu przeciwko reprezentacji Argentyny wchodząc z ławki za Thiago Alcântare. Spotkanie zakończyło się ogromnym zwycięstwem Hiszpanów wynikiem aż 6:1.
Ostatni mecz w barwach Hiszpanii rozegrał przeciwko reprezentacji Wysp Owczych w eliminacjach do Mistrzostw Europy w 2019 roku. Spotkanie zakończyło się zwycięstwem Hiszpanii wynikiem 4:0, a Parejo rozegrał pełny wymiar czasowy spotkania.
Łącznie rozegrał 4 spotkania w barwach narodowych.

## Statystyki klubowe
| Sezon   | Klub                 | Kraj      | Liga               | Mecze | Bramki | Puchar Kraju            | Mecze | Bramki | Rozgrywki Europy               | Mecze | Bramki |
| ------- | -------------------- | --------- | ------------------ | ----- | ------ | ----------------------- | ----- | ------ | ------------------------------ | ----- | ------ |
| 2006/07 | Real Madryt Castilla | Hiszpania | Segunda División   | 4     | 1      | -                       | -     | -      | -                              | -     | -      |
| 2007/08 | Real Madryt Castilla | Hiszpania | Segunda División B | 33    | 10     | -                       | -     | -      | -                              | -     | -      |
| 2008/09 | Real Madryt          | Hiszpania | Primera División   | 5     | 0      | -                       | -     | -      | -                              | -     | -      |
| 2008/09 | Queens Park Rangers  | Anglia    | Championship       | 10    | 4      | Puchar Ligi Angielskiej | 4     | 0      | -                              | -     | -      |
| 2009/10 | Getafe CF            | Hiszpania | Primera División   | 28    | 6      | Puchar Króla            | 8     | 1      | -                              | -     | -      |
| 2010/11 | Getafe CF            | Hiszpania | Primera División   | 36    | 3      | Puchar Króla            | 3     | 0      | Liga Europy                    | 5     | 1      |
| 2011/12 | Valencia CF          | Hiszpania | Primera División   | 16    | 0      | Puchar Króla            | 6     | 0      | Liga Mistrzów UEFA Liga Europy | 3 5   | 0 0    |
| 2012/13 | Valencia CF          | Hiszpania | Primera División   | 27    | 1      | Puchar Króla            | 4     | 1      | Liga Mistrzów UEFA             | 5     | 0      |
| 2013/14 | Valencia CF          | Hiszpania | Primera División   | 31    | 4      | Puchar Króla            | 4     | 0      | Liga Europy                    | 11    | 1      |
| 2014/15 | Valencia CF          | Hiszpania | Primera División   | 34    | 11     | Puchar Króla            | 3     | 0      | -                              | -     | -      |
| 2015/16 | Valencia CF          | Hiszpania | Primera División   | 33    | 8      | Puchar Króla            | 6     | 1      | Liga Mistrzów Liga Europy      | 8 3   | 1 1    |
| 2016/17 | Valencia CF          | Hiszpania | Primera División   | 36    | 5      | Puchar Króla            | 3     | 1      | -                              | -     | -      |
| 2017/18 | Valencia CF          | Hiszpania | Primera División   | 34    | 7      | Puchar Króla            | 8     | 1      | -                              | -     | -      |
| 2018/19 | Valencia CF          | Hiszpania | Primera División   | 36    | 9      | Puchar Króla            | 8     | 0      | Liga Mistrzów Liga Europy      | 5 7   | 0 1    |
| 2019/20 | Valencia CF          | Hiszpania | Primera División   | 35    | 8      | Puchar Króla Supercopa  | 4     | 1      | Liga Mistrzów                  | 8     | 1      |
| 2020/21 | Villarreal CF        | Hiszpania | Primera División   | 36    | 3      | Puchar Króla            | 5     | 0      | Liga Europy                    | 12    | 0      |
| 2021/22 | Villarreal CF        | Hiszpania | Primera División   | 33    | 2      | Puchar Króla            | 1     | 0      | Liga Mistrzów                  | 12    | 1      |
| 2022/23 | Villarreal CF        | Hiszpania | Primera División   | 37    | 3      | Puchar Króla            | 4     | 0      | Liga Konferencji               | 7     | 0      |

## Sukcesy

### Villarreal CF
- Liga Konferencji Europy: 2022/23
- Uczestnik Ligi Mistrzów: 2021/22

### Valencia CF
- Puchar Hiszpanii: 2018/19
- Uczestnik Ligi Mistrzów: 2011/12, 2012/13, 2015/16, 2018/19, 2019/20

### Reprezentacja Hiszpanii
- Mistrzostwo Europy U21: 2011
- Mistrzostwo Europy U19: 2007[36]